# Beethoven Virus
Beethoven Virus (Hangul: 베토벤 바이러스; RR: Betoben Baireoseu) là một bộ phim truyền hình Hàn Quốc năm 2008 với Kim Myung Min, Lee Ji Ah và Jang Geun Suk. Chương trình đã thu hút sự chú ý là bộ phim truyền hình đầu tiên của Hàn Quốc mô tả cuộc sống của các nhạc sĩ cổ điển, dàn nhạc và những người bình thường ước mơ trở thành nhạc sĩ. Nó được phát sóng trên MBC từ 10 tháng 9 đến 12 tháng 11 năm 2008 vào thứ Tư và thứ Năm lúc 21:55 với tổng số 18 tập.

## Tóm tắt
Kang Gun-woo (hoặc Kang Mae) là một nhạc trưởng dàn nhạc nổi tiếng thế giới, người là một người cầu toàn trong công việc của mình. Anh ấy không phải là một người dễ tính và làm tất cả các nhạc công khiếp sợ. Một sự ngẫu nhiên đã khiến anh gặp lại Du Ru-mi, một nghệ sĩ violin, và một cảnh sát trẻ, người có cùng tên với anh và phát hiện ra rằng ngay cả khi không được học hành chính thức, Kang trẻ là một thiên tài âm nhạc. Ba người nhanh chóng bị mắc kẹt trong một tình yêu tay ba khi Kang Mae cố gắng cứu vớt một dàn nhạc địa phương.